# Pearsonema
Genre
Pearsonema est un genre de nématodes de la famille des Capillariidae.

## Description
Chez le mâle, l'extrémité postérieure est dépourvue de palettes caudales contrairement à d'autres Capillariidae, et est arrondie ou munie de deux lobes dorso-latéraux. La bourse membraneuse est petite et soutenue par deux fines projections digitées. Le spicule est fin et très long, et sa gaine n'est pas épineuse. L'appendice vulvaire de la femelle est absent ou présent.

## Hôtes
Les espèces de ce genre parasitent la vessie de mammifères.

## Taxinomie
Le genre est décrit en 1960 par João Ferreira Teixeira de Freitas et J. Machado de Mendonça. Selon le parasitologiste tchèque František Moravec, qui révise la famille des Capillariidae en 1982, le genre Pearsonema comprend les espèces suivantes :
- Pearsonema cameroni (Gupta, Pande & Kala, 1963[1]
- Pearsonema feliscati (Diesing, 1851)[1]
- Pearsonema linsi (Freitas & Lent, 1935)[1]
- Pearsonema mucronata (Molin, 1858)[1],[3],[4]
- Pearsonema pearsoni Freitas & Mendonça, 1960[1],[5]
- Pearsonema plica (Rudolphi, 1819)[1],[3],[6]